# Lohmannia hungarorum
Lohmannia hungarorum är en kvalsterart som beskrevs av Sandór Mahunka 1980. Lohmannia hungarorum ingår i släktet Lohmannia och familjen Lohmanniidae. Inga underarter finns listade i Catalogue of Life.